# Brzozówka (województwo lubelskie)
Brzozówka – wieś w Polsce położona w województwie lubelskim, w powiecie kraśnickim, w gminie Szastarka.
Dawniej siedziba gminy, do które należały też m.in. Struża z browarem ordynacji Zamoyskich oraz Rudki z fabryką terpentyny. Drugi browar był w Wierzchowiskach.
Do 1945 roku miejscowość była siedzibą gminy Brzozówka. W latach 1975–1998 miejscowość administracyjnie należała do województwa tarnobrzeskiego.
Wieś stanowi sołectwo - zobacz jednostki pomocnicze gminy Szastarka. 
Według Narodowego Spisu Powszechnego (III 2011 r.) wieś liczyła  mieszkańców.
Z Brzozówki pochodzi Mirosława Zakrzewska-Dubasowa, polska historyk, badaczka dziejów Armenii i Ormian.